# Brianda de Mendoza
Brianda de Mendoza y Luna (Guadalajara, 1470-Guadalajara, 1534) Noble y mecenas española, exponente del movimiento alumbrado.

## Biografía
Era hija de Íñigo López de Mendoza y Luna, II duque del Infantado. Permaneció soltera hasta su muerte, manteniendo siempre una vida monacal. Heredó el palacio de Antonio de Mendoza de Guadalajara de su tío Antonio de Mendoza y Luna, una vez que este murió en 1510, y lo habilitó para la Orden de San Francisco, para lo cual necesitó adquirir unas casas colindantes donde poder situar la iglesia. 
En 1524, después de varios años de diligencias, fue autorizada por Bula del Papa Clemente VII para fundar un beaterio y añadir un colegio de doncellas. Brianda escogió para él el título de Nuestra Señora de la Piedad, preservando la advocación que había recibido la sinagoga de los Toledanos en el momento de su transmutación de culto. Encargó a Alonso de Covarrubias la construcción de la iglesia aneja al palacio.
A raíz del Concilio de Trento, el beaterio se convirtió en convento de monjas franciscanas, que albergó a gran número de doncellas y viudas de la aristocracia alcarreña. 
En 1835 fue disuelta su comunidad y el convento fue utilizado como Museo Provincial, sede de la Diputación Provincial de Guadalajara y cárcel pública, primero, y como instituto de educación secundaria desde 1837.

### Sepulcro de Brianda de Mendoza
Brianda de Mendoza fue enterrada en la iglesia del convento de la Piedad, en Guadalajara. La urna fue trazada y tallada por Alonso de Covarrubias en alabastro blanco. En los lados del sepulcro hay grutescos platerescos y están los escudos de la familia Mendoza y Luna en seis cuadrantes, dos por cada lado mayor y uno por cada menor.
A comienzos del siglo XX se retiró el sepulcro y se conservaron tres de sus paneles, quedando el cuarto guardado en un cuarto anejo. En 1937, durante la Guerra Civil, unos agentes estadounidenses a la búsqueda de piezas de arte compraron una pieza del sepulcro al cuidador del templo y se la llevaron. Hoy se conserva en el Detroit Institute of Arts (Míchigan, Estados Unidos). El sepulcro fue destruido por error en las obras de 1993, pero fue reconstruido, incluida una copia del lado que faltaba.